# Johnny le vagabond
Pour plus de détails, voir Fiche technique et Distribution.
Johnny le vagabond (titre original : Johnny Come Lately) est un film américain réalisé par William K. Howard, sorti en 1943.

## Fiche technique
- Titre original : Johnny Come Lately
- Titre français : Johnny le vagabond
- Réalisation : William K. Howard
- Scénario : John Van Druten d'après le roman de Louis Bromfield
- Photographie : Theodor Sparkuhl
- Pays d'origine :  États-Unis
- Format : Noir et blanc - 1,37:1 - Mono
- Genre : Film dramatique
- Date de sortie : 1943

## Distribution
- James Cagney : Tom Richards
- Grace George : Vinnie McLeod
- Marjorie Main (VF : Lita Recio) : 'Gashouse' Mary
- Marjorie Lord (VF : Suzy Carrier) : Jane
- Hattie McDaniel : Aida
- Edward McNamara : W.M. Dougherty
- William Henry : Pete Dougherty
- Robert Barrat : Bill Swain
- George Cleveland : Willie Ferguson
- Margaret Hamilton : Myrtle Ferguson
- Lucien Littlefield : Blaker
- Irving Bacon : Chef de la police
- Charles Irwin : Policier
- Clarence Muse : Maître d'hôtel
- Arthur Hunnicutt : Clochard
- Victor Kilian : Clochard